# 하치만마에역 (교토부)
하치만마에역(일본어: 八幡前駅, はちまんまええき)은 일본 교토부 교토시 사쿄구에 위치한 에이잔 전철 구라마 선의 역이다. 역 번호는 E09이다.

## 역사
- 1928년 12월 1일: 구라마 전기철도의 역으로 영업 개시.
- 1942년 8월 1일: 회사 합병으로 게이후쿠 전기철도 구라마 선의 역이 됨.
- 1944년 11월 10일: 본 역을 포함한 야마바나(현, 다카라가이케) ~ 니켄차야 역 구간이 전쟁이 발발하여 자재 공출로 인한 단선화.
- 1958년 4월 9일: 본 역을 포함한 다카라가이케 ~ 이와쿠라 역 구간 다시 복선화.
- 1986년 4월 1일: 게이후쿠 전기철도가 구라마 선을 에이잔 전철에 양도하여 에이잔 전철 구라마 선의 역이 됨.

## 역 구조
상대식 승강장 2면 2선의 구조이고 무인역이다. 두 플랫폼 모두 데마치야나기・구라마 측의 남북 양쪽에 출입구가 있다. 북쪽은 일반 도로의 건널목, 남쪽은 역 구내 건널목에서 두 플랫폼을 연결한다. 승강장을 거의 모두 덮었고 역사가 설치되어 있으며, 역명의 유래가 된 인근 미야케하치만구의 근처역이지만, 오모테산도는 에이잔 본선의 미야케하치만 역으로 되었다. 상하행이 모두 배리어 프리에 대응하지 않는다. 레일 면에서 승강장 면까지 계단이 있지만 휠체어 등에서의 이용에는 간호자가 필요하다.

### 승강장
|  | ■ 구라마 선 (상행) | 다카라가이케・데마치야나기 방면 |
|  | ■ 구라마 선 (하행) | 이와쿠라・구라마 방면           |

## 역 주변
주택가에 있는 교토 부도 105호 이와쿠라야마바나 선에서 일반 도로를 서쪽으로 수십 미터 들어간 곳에 위치한다.
- 도시샤 중・고등학교
- 미야케하치만구
- 교토 은행 미야케야와타 지점

## 인접역
| 에이잔 전철 ■ 구라마 선            | 에이잔 전철 ■ 구라마 선 | 에이잔 전철 ■ 구라마 선  |
| ---------------------------------- | ----------------------- | ------------------------ |
| E06 다카라가이케 다카라가이케 방면 |                         | 이와쿠라 E10 구라마 방면 |